# Pseudoleskeopsis artariae
Pseudoleskeopsis artariae là một loài Rêu trong họ Leskeaceae. Loài này được (Thér.) Thér. miêu tả khoa học đầu tiên năm 1929.